# Blue Earth, Minnesota
Blue Earth là một thành phố thuộc quận Faribault, tiểu bang Minnesota, Hoa Kỳ. Năm 2010, dân số của thành phố này là 3353 người.

## Dân số
- Dân số năm 2000: 3621 người.
- Dân số năm 2010: 3353 người.